# 加圧トレーニング
加圧トレーニング（かあつトレーニング）とは、専用の空圧ベルトで腕や脚の付け根に適切な圧をかけ（血圧計のようなイメージ）、血流を適度に制限しながら行う方法です。これにより、静脈の血流をややきつめに制限し、動脈の血流を柔らかに制限することで、手足の末梢に血液が溜まった状態をつくります。

## メカニズム
発明者であるボディビルダー佐藤義昭が1966年、法事の席で正座による「脚の痺れと腫れ」にヒントを得て編み出したトレーニング方法である。静脈の血流をややきつめに制限し、動脈の血流を柔らかに制限することで、手足の末梢に血液が溜まった状態をつくります。これにより下記のような効果が得られます。
①   末梢の使われにくくなった毛細血管（ゴースト血管）にまで血液が流れ、循環代謝が良くなります。栄養供給と老廃物排泄の促進し、体の中をキレイにする。
②   加圧・除圧を繰り返すことで、血流を強制的に押し出し、そのポンプ効果で循環代謝をさらに促進する。血管から栄養成分を強制的に染み出させ、組織液を充満させる、また組織液をはじめとする体液循環を促進しキレイにする。
③   加圧・除圧を繰り返すことで、神経も刺激し、加齢や運動不足などでうまく使えなくなった筋肉を呼び覚ます。
④   血流を制限することで一時的に筋肉が低酸素状態になり、低負荷・短時間で筋力アップ効果が得られる。
⑤   一時的に筋肉の低酸素状態を作り出すことで、疲労物質の乳酸が急激に溜まり、高濃度で溜まっていた乳酸が体内に流れていき、それに脳下垂体が反応する事により、成長ホルモンが分泌される。

## オリジナルで行う方法
器具の共同開発者である宝田雄大は加圧の目安や自分で器具を作るための材料などを著した「薬いらずの肉体改造法」という書籍がある。　また、自身のホームページでも本書の内容を掲載している。著書では低酸素性筋力トレーニングという用語を加圧トレーニングの代わりとして用いている。

## 権利関係

### 加圧トレーナー
加圧インストラクター、加圧スペシャルインストラクターは私企業であるKAATSU JAPAN 株式会社が独自に発行している民間資格でトレーナー講習の受講を必要としている。一方、資格がない素人でも自ら加圧トレーニングができる商品もKAATSU JAPANは販売している。一方、これは民間資格であり特許期限が切れたためインストラクターの資格などなしに誰でも指導することが可能である。

## 加圧トレーニングによるクラッシュ症候群の発症
加圧トレーニングによるクラッシュ症候群の発症については挫滅症候群#加圧トレーニングによる発症を参照のこと。

### 期限切れ
加圧トレーニングに関する発明である「 筋力トレーニング方法」は1993年11月に特許出願され、1997年7月4日に登録された(特許第2670421号)。出願から20年である2013年11月22日にこの特許は切れたこととなる。専門家によると特許が切れると加圧トレーニングのアイデアはパブリックドメインとなり、他社が、KAATSU JAPAN社の営業秘密の不正取得・参照以下の名称や登録商標を用いたり(たとえば、「コンプレッショントレーニング」等々、非類似の商標を使って、加圧トレーニングの方法を使った商売を行なう分には問題はない)まぎらわしいロゴ表示を用いず・同社の著作物をコピーしないことを条件に、同じようなトレーニングの商売を行なったり器具を製作・販売することが自由となる。その結果価格は下落し消費者はメリットを得られることとなる。なお、加圧と除圧をする従来のトレーニング方法とは別の特許を2012年取得しているが元来の血流制限下での筋力トレーニングについては期限が切れているので自由に行うことができる。

### 無効審判
この特許は2011年、無効審判請求されたものの特許維持審決が下された（無効2011-800252号事件）。この審決を不服とする審決取消訴訟が知的財産高等裁判所に提起されたが、2013年8月28日に請求棄却判決がなされた。原告側は最高裁に上告をしたが、最高裁は裁判官全員一致の意見により、当該申立ては民事訴訟法318条1項(判例変更などではない場合)により受理すべきものとは認められないことから、上告審としてこれを受理しない旨の決定を2014年2月18日に下した。しかしこのとき特許明細変更が受理され特許の範疇に血流をとめることなくという制限がつけくわえられた。2020年3月25日加圧サイクル、kaatucycleの特許であるkaatujapanの特許、血管トレーニング特許の方法論が無効になった。この審判の中で加圧トレーニングのデータが血流を止めることなくという特許の範疇を逸脱していることを指摘され、除圧の効果である加圧トレーニングの効果とされてきた血流改善効果、損傷の治癒効果、アンチエイジング効果などは加圧トレーニング特許と関係ないものと判断された。また従前の特許内容であり、特許のとれないものであり容易にとれるものであるから無効であると判断された。